# Badarak
Badarak – określenie dla liturgii w kościołach ormiańskich, m.in. w Apostolskim Kościele Ormiańskim. Patrz: Boska liturgia. 
Według relacji Ryszarda Kapuścińskiego w książce Imperium pataraki były rodzajem starych ormiańskich psalmów. Prawdziwych można było według niego posłuchać jedynie w Eczmiadzynie, nazywanym Watykanem kościoła Ormian.